# Football Club Vittoria 2005-2006
Questa voce raccoglie le informazioni riguardanti il Football Club Vittoria nelle competizioni ufficiali della stagione 2005-2006

## Stagione
Di nuovo in Serie C2 dopo la retrocessione dell'ultima stagione, i siciliani conclusero il girone C al diciottesimo e ultimo posto, andando incontro a un nuovo declassamento in Serie D. A fine campionato, le inadempienze finanziarie del Football Club Vittoria e il suo successivo fallimento precluderanno alla squadra biancorossa la partecipazione al massimo livello dilettantistico: la nuova società, costituita sotto il nome di Associazione Calcio Dilettantistica Città di Vittoria, sarà costretta a ripartire dal campionato regionale di Seconda Categoria.

## Rosa
| N. |                    | Ruolo | Calciatore                  |
| -- | ------------------ | ----- | --------------------------- |
|    | Italia (bandiera)  | P     | Simone Farelli              |
|    | Italia (bandiera)  | P     | Lorenzo Bucchi              |
|    | Italia (bandiera)  | P     | Leoniano Di Marco           |
|    | Italia (bandiera)  | P     | Mattia Passantini           |
|    | Italia (bandiera)  | P     | Nicola Polessi              |
|    | Italia (bandiera)  | D     | Agatino Alessandro Chiavaro |
|    | Italia (bandiera)  | D     | Carmelo Di Paola            |
|    | Italia (bandiera)  | D     | Morris Pascale              |
|    | Italia (bandiera)  | D     | Simone Venturi              |
|    | Italia (bandiera)  | D     | Guido Piervincenzi          |
|    | Italia (bandiera)  | D     | Simone Eramo                |
|    | Italia (bandiera)  | D     | Domenico Giordani           |
|    | Italia (bandiera)  | D     | Cristian Lizzori            |
|    | Italia (bandiera)  | D     | Manuel Marcuz               |
|    | Italia (bandiera)  | D     | Paolo Bertok                |
|    | Italia (bandiera)  | D     | Patrich Amadio              |
|    | Francia (bandiera) | D     | Pascal Mendy                |
|    | Italia (bandiera)  | D     | Giuseppe Misiti             |
|    | Italia (bandiera)  | D     | Giuseppe Occhipinti         |
|    | Italia (bandiera)  | D     | Ciro Di Nicolantonio        |
|    | Italia (bandiera)  | D     | Alessandro Passiglia        |
|    | Italia (bandiera)  | D     | Salvatore Scrozzo           |
|    | Italia (bandiera)  | D     | Giovanni Caterino           |
|    | Italia (bandiera)  | C     | Federico Amenta             |
|    | Italia (bandiera)  | C     | Salvatore Dario Arcuri      |

| N. |                                 | Ruolo | Calciatore            |
| -- | ------------------------------- | ----- | --------------------- |
|    | Italia (bandiera)               | C     | Salvatore Chiaramonte |
|    | Italia (bandiera)               | C     | Diego Colurcio        |
|    | Italia (bandiera)               | C     | Simone Batti          |
|    | Italia (bandiera)               | C     | Stefano Brognoli      |
|    | Italia (bandiera)               | C     | Francesco Milano      |
|    | Italia (bandiera)               | C     | Cristian Succhiarelli |
|    | Italia (bandiera)               | C     | Marco Zirilli         |
|    | Italia (bandiera)               | C     | Benedetto Mangiapane  |
|    | Italia (bandiera)               | C     | Daniele Fortunato     |
|    | Italia (bandiera)               | C     | Passacqua Patrick     |
|    | Bosnia ed Erzegovina (bandiera) | C     | Srećko Mitrović       |
|    | Italia (bandiera)               | C     | Marco Russo           |
|    | Italia (bandiera)               | A     | Vito Lucido           |
|    | Italia (bandiera)               | A     | Fabio Martelli        |
|    | Italia (bandiera)               | A     | Flavio Marzullo       |
|    | Italia (bandiera)               | A     | Domenico Giordani     |
|    | Italia (bandiera)               | A     | Salvatore Aleo        |
|    | Italia (bandiera)               | A     | Oscar Mascara         |
|    | Italia (bandiera)               | A     | Rocco Napoli          |
|    | Italia (bandiera)               | A     | Daniele Saponara      |
|    | Italia (bandiera)               | A     | Antonio Giulio Picci  |
|    | Italia (bandiera)               | A     | Giovanni Pisano       |
|    | Italia (bandiera)               | A     | Michele Sergi         |
|    | Cile (bandiera)                 | A     | Mauricio Sanguinetti  |

## Risultati

### Campionato

#### Girone di andata
| 28 agosto 2005 1ª giornata | Giugliano | 0 – 1 | Vittoria |  |

| 4 settembre 2005 2ª giornata | Vittoria | 0 – 1 | Cisco Roma |  |

| 11 settembre 2005 3ª giornata | Nocerina | 1 – 1 | Vittoria |  |

| 18 settembre 2005 4ª giornata | Vittoria | 1 – 2 | Vigor Lamezia |  |

| 25 settembre 2005 5ª giornata | Melfi | 2 – 2 | Vittoria |  |

| 2 ottobre 2005 6ª giornata | Real Marcianise | 3 – 0 | Vittoria |  |

| 9 ottobre 2005 7ª giornata | Vittoria | 0 – 0 | Taranto |  |

| 16 ottobre 2005 8ª giornata | Latina | 1 – 0 | Vittoria |  |

| 23 ottobre 2005 9ª giornata | Vittoria | 0 – 2 | Gallipoli |  |

| 30 ottobre 2005 10ª giornata | Potenza | 1 – 0 | Vittoria |  |

| 6 novembre 2005 11ª giornata | Vittoria | 0 – 0 | Igea Virtus |  |

| 13 novembre 2005 12ª giornata | Andria BAT | 2 – 0 | Vittoria |  |

| 27 novembre 2005 13ª giornata | Vittoria | 1 – 1 | Pro Vasto |  |

| 4 dicembre 2005 14ª giornata | Rieti | 1 – 0 | Vittoria |  |

| 11 dicembre 2005 15ª giornata | Vittoria | 0 – 1 | Viterbo |  |

| 18 dicembre 2005 16ª giornata | Modica | 2 – 1 | Vittoria |  |

| 21 dicembre 2005 17ª giornata | Vittoria | 2 – 2 | Rende |  |

#### Girone di ritorno
| 8 gennaio 2006 18ª giornata | Vittoria | 0 – 2 | Giugliano |  |

| 15 gennaio 2006 19ª giornata | Cisco Roma | 4 – 0 | Vittoria |  |

| 22 gennaio 2006 20ª giornata | Vittoria | 1 – 2 | Nocerina |  |

| 29 gennaio 2006 21ª giornata | Vigor Lamezia | 1 – 0 | Vittoria |  |

| 5 febbraio 2006 22ª giornata | Vittoria | 1 – 0 | Melfi |  |

| 12 febbraio 2006 23ª giornata | Vittoria | 2 – 1 | Real Marcianise |  |

| 19 febbraio 2006 24ª giornata | Taranto | 1 – 0 | Vittoria |  |

| 26 febbraio 2006 25ª giornata | Vittoria | 2 – 1 | Latina |  |

| 12 marzo 2006 26ª giornata | Gallipoli | 3 – 1 | Vittoria |  |

| 19 marzo 2006 27ª giornata | Vittoria | 1 – 1 | Potenza |  |

| 26 marzo 2006 28ª giornata | Igea Virtus | 3 – 0 | Vittoria |  |

| 2 aprile 2006 29ª giornata | Vittoria | 0 – 0 | Andria BAT |  |

| 9 aprile 2006 30ª giornata | Pro Vasto | 2 – 1 | Vittoria |  |

| 15 aprile 2006 31ª giornata | Vittoria | 0 – 1 | Rieti |  |

| 23 aprile 2006 32ª giornata | Viterbese | 1 – 0 | Vittoria |  |

| 30 aprile 2006 33ª giornata | Vittoria | 3 – 1 | Modica |  |

| 7 maggio 2006 34ª giornata | Rende | 1 – 0 | Vittoria |  |